# Grad Kostajnica
Grad Kostajnica (tudi Stari grad Zrinski                                                          ali Stari grad Kostajnica) je srednjeveški grad in trdnjava na nekdanjem otoku na reki Uni, kjer je bil pomemben most na Uni. Grad je nastal v drugi polovici 13. stoletja kot sedež posesti Kostajnica z naseljem na desnem bregu Une. Struga reke Une na desni strani otoka se je sčasoma zamuljila in nato so jo zasuli, tako da je grad/trdnjava sedaj na desnem bregu reke Una.

## Zgodovina
Kraj Kostajnica se pisnem viru prvič pojavi leta 1240. Posest Kostajnice je okoli leta 1258 v lasti plemiča Herenka, kar je verjetno izvedenka imena Henrik. Takrat se Kostajnica omenja v dokumentu kralja Béle IV. (1235. - 1270.), v kateri se rešuje spor glede posesti Kostajnice med duhovno-viteškim redom Templarjev iz Dubice in Hetinkom (Hetynk), gradiščanom Kostajnice.  Kralj Štefan V. (1270. - 1272.) je v dokumentu sinovom Hetinka, Marinu, Petru in Ivanu, potrdil lastništvo na ozemlju v Kostajnici (1272). Herenka je nasledil sin Peter in njegov naslednik Dionizij je pričel uporabljati plemiški pridevnik »Kostajniški« okoli leta 1312. Sredi 13. stoletja je bila lastnica posesti  Kostajnica družina Hetink, v  14. stoletju so večkrat omenjeni v raznih dokumentnih (1324., 1325., 1351., 1352. in 1362.) kot plemiči kostajniški, ki imajo tudi plemiški naslov ("meštar Dionizij, sin gospoda Petra iz Kostajniceť). Gospoščina Kostajnica je obsegala področje današnje Hrvaške in Bosanske Kostajnice, in ozemlje proti Dubici in Dobrljinu. 
Konec 14. stoletja je bil gospodar Nikola Kostajniški, ki se je bojeval s svojimi sosedi Zrinskimi in Babonići, in z njim je rodbina Kostajniških plemičev izumrla, gospostvo pa je po takratnem pravu pripadlo nazaj ogrskemu kralju. 
Leta 1424 je kralj Sigismund gospoščino in grad Kostajnico podelil Vladislavu Blagajskemu in njegovim bratom, vendar je  grof in slavonski ban Friderik Celjski  nasprotoval njihovem lastništvu. Po drugi strani so si gospoščino prizadevali pridobiti tudi plemiči, ki so poročili zadnjo žensko potomko Kostajniških plemičev. 
Hči Nikole Kostajniškega Jelena  se je poročila s plemiškim posestnikom Susedgrada Ladislavom Totom iz plemiške rodbine Ača imenovan tudi Lipovski po posesti Lipovec. Tot je Kostajnico upravljal preko gradiščana. Po Totovi smrti leta 1437 se je Jelena poročila z Martinom Frankopanskim. Ob poroki je z darovnico Frankopanom odstopila posesti Kostajnico, Lipovec, Jastrebarsko in Komogovino. Friderik II. Celjski, takrat ban Slavonije je ta prenos Kostajnice ponovno osporaval v imenu kralja Sigismund Luksemburški Sigismunda, ker naj bi bila kraljeva posest, ki se po smrti plemiškega rodu vrne kralju. Kralj je Kostajnico podelil Ulriku II. Celjskemu v fevd, ki pa ga je efektivno prevzel šele tri leta kasneje leta 1440 in ga imel do smrti leta 1456. 
Po izumrtju Celjskih je ogrski kralj Matija Korvin grad in posest Kostajnice potrdil grofu Martinu Frankopanskemu. Od časa grofa Martina Frankopana se grad Kostajnica v virih imenuje »castrum« prej pa le »castellum«. Takrat so verjetno opravili dodatne utrditve Kostajniške trdnjave zaradi grozeče turške nevarnosti. Grad trdnjava Kostajnica je bila v posesti Frankopanov do leta 1471, ko je bila prodana Ivanu Benvenjudu za 4000 florentinskih zlatnikov. Kralj Matija Korvin (1458 - 1490) je leta 1480 prisilil Ivana Benvenjuda, da se je odpovedal Kostajnice, a jo je ponovno pridobil po kraljevi smrti. Leta 1492 so bratje Benvenjudi Kostajnicu za 8000 zlatnikov prodali banu Ladislavu Egervarskemu. Kostajnica je bila takrat bogata gospoščina z gradom na otoku v Uni in trškim naseljem na desnem bregu Une. H gospoščini je sodilo 27 vaških naselij. V začetku 16. stoletja je bila Kostajnica v lasti Vranske opatije (cerkvena posest), ki jo je od kralja dobil škof in ban Peter Berislavić, za nagradu, potem ko je leta 1513 pri Dubici premagal turško vojsko. Leta 1530 je grad Kostajnico in še nekatere druge gradove upravnik vranske opatije (upravnik samostana-prior) Ivan Tahi dal v zastavo za 13000 zlatnikov Nikoli III. Zrinskemu.  Po njegovi smrti so posestvo dobili bratje Ivan I. in Nikola IV. Zrinski (Sigetski). Kostajnicu so bratje dobili v trajno last šele leta 1541 z darovnico kralja Ferdinanda I. Habsburškega.

## Obrambni boji s Turki
Leta 1542 je Nikola IV. Zrinski postal ban in v naslednjih letih vodil srdite boje s Turki pri obrambi Pounja, Kostajnice in Zrina (1544 in 1545). Leta 1553 je Zrinski dodatno utrdil Kostajnico in Novi na Uni. Leta 1554 je kralj na prošnjo Nikole Zrinskega sprejel odločitev, da z vojsko brani Kostajnico in Novi, ker so bili izpostavljeni stalnim turškim napadom. 
Leta 1483 so Turki prvič napadli Kostajnico in bili poraženi. Kostajnici je nato neposredna turška nevarnost pretila leta 1537, a je turško vojsko porazila hrvaška banska vojska pri Jasenovcu.  Turki so potem leta 1538 osvojili Dubico in vršili vojaške pohode na območju Kostajnice leta 1539, v katerih pa niso osvojili nobene utrdbe, ampak povzročili veliko upostošenje. Poskusi osvojitve Kostajnice so se ponavljali v letih 1550 in 1552. Znano je pismo Nikole Zrinskega leta 1540 kralju Ferdinandu s prošnjo za oskrbo s smodnikom in drugim vojnim materijalom. Izgleda, da je bila Kostajnica leta 1554 končno popolnoma prepuščena krajiški vojski, ker se po poročanju Ivana Lenkovića v njej nahaja nemška posadka s poveljnikom kapetanom Petrom Erdedijem.
Poleti 1556 je Kostajnico branila posadka 60 vojakov. Malkoč-beg je z močno vojsko zaprl pristope do Starega gradu Kostajnica. Obrambi je poveljeval Pankrac Lusthaller iz Ljubljane, ki je po prvem dnevu obleganja trdnjavo predal brez boja. Po govoricah naj bi Lusthaller trdnjavo prodal za 2000 dukatov. Tako je padla najbolje branjena trdnjava na Uni, od katere je bila odvisna obramba celega Pounja. 

## Obdobje pod Turki
Turki so v trdnjavo Kostajnica namestili vojaško posadko, ki je štela 400 konjenikov in 250 pešakov. Hrvaška vojska je nekajkrat poskušala osvojiti Kostajnico, vendar neuspešno, posebej v času vojne za mejo Hrvaške na Kolpi (1593. - 1606.) Turška vojska je doživela strahovit poraz leta 1593 pri Sisku. Istega leta je general Jurij Lenković Turkom iztrgal petrinjsko trdnjavo, leta 1594 zavzel tudi Kostajnico, ki pa je ni mogel zadržati. Leta 1596 je Kostajnico poskušal osvojiti general Žiga (Sigismund) Herberstein in ban Ivan Drašković, ki sta iz Petrinje pripeljala topove in dva dni iz hriba Djed obstreljevala trdnjavo na otoku, vojska je celo prečkala Uno, vendar kljub porazu turške vojske trdnjave niso mogli zavzeti. Leta 1624 je Kostajnico za kratek čas osvojil Jurij Zrinski, a je leta 1630 spet padla pod Turke, leta 1651 pa prav tako neuspešno ban Nikola Zrinski.

## Obdobje pod Avstrijo
Kostajnica je bila končno osvobojena v vojni, ki je trajala od 1683 do 1699. Ban Nikola Erdödy je Kostajnico napadel leta 1687 ampak prenehal zaradi pomanjkanja opreme. Nato je prispela vojska pod poveljstvom Ludvika Badenskega, ki je pripreljala 15 topov večjega kalibra. Kostajnica je bila osvobojena izpod turške oblasti, ki je trajalo polnih 132 let.
Leta 1699 je bila končana velika turška vojna, mirovni sporazum je bil sklenjen v Sremskih  Karlovcih. Meja med Turškim in Avstrijskim cesarstvom je bila določena na reki Uni, Glini in Korani, v Slavoniji pa na Savi. Leta 1703 je cesar Leopold sprejel odločitev, da celotno področje med Kolpo in Uno spada pod oblast Hrvaškega saborja, vojaško oblast pa ima hrvaški ban (Banovina).
V trdnjavi Kostajnica so nastanili vojaško posadko banske vojske, a hkrati so pričeli z gradnjo velike utrdbe na drugi strani Une na hribu Djed. Stari grad je popolnoma izgubil svojo nekdanjo veliko vojaško strateško pomembnost.  
Pod vojaško upravo je bila Kostajnica od 1718 – 1871, to je do ukinitve »Vojne krajine«.  Področje »Vojne krajine« se je nekajkrat spreminjalo. Leta 1749 je bila banovina razdeljena na t.i. polkovništva, ki so bila Glinsko in Kostajniško. Leta 1776 je Kostajnica postala trg. Z dekretom cesarja Jožefa II. (1780. - 1790.) je bila Kostajnica leta 1788 proglašena za svobodno mesto.  Leta 1878 Kostajnica, tako kot celotna Bosna in Hercegovina pripade Avstro-Ogrski.
Dokončno pa v drugi polovici 19. stoletja s priključitvijo Bosne in Hercegovine in ukinitvijo Vojne krajine.  Namesto vojske se je v gradu naselila sirotišnica. 
Leta 1957 je bil Stari grad Kostajnica vpisan v register spomenikov kulture.